# Louis Henri Feulie
Louis Henri Feulie (parfois orthographié Feullie) est un comédien français, né le 25 février 1736 à Paris et mort le 17 octobre 1774 ou, selon une autre source, le 18 octobre 1774, sociétaire de la Comédie-Française de 1766 à 1774.

## Biographie
Il débute à la Comédie-Française en 1764 et est reçu Sociétaire (le 156e) en 1766. Il se spécialise dans les rôles de valets de comédie, notamment les Crispin.
Il crée notamment le rôle de « Robert » dans Eugénie de Beaumarchais (1767) et le rôle de « Picard » dans Le Bourru bienfaisant de Carlo Goldoni (1771).

## Carrière à la Comédie-Française
Liste non exhaustive : 
- 1764 : Crispin rival de son maître d'Alain-René Lesage : La Branche
- 1765 : Tartuffe de Molière : l'exempt
- 1765 : Le Chevalier à la mode de Dancourt : La Brie
- 1765 : Le Café ou l'Écossaise de Voltaire : André
- 1765 : Crispin rival de son maître d'Alain-René Lesage : Crispin
- 1765 : Le Joueur de Jean-François Regnard : Hector
- 1765 : Le Français à Londres de Louis de Boissy : Milord Housey
- 1765 : Le Légataire universel de Jean-François Regnard : Crispin
- 1765 : Les Précieuses ridicules de Molière : Jodelet
- 1765 : Le Médecin malgré lui de Molière : M. Robert
- 1765 : Le Philosophe sans le savoir de Michel-Jean Sedaine : le domestique de Wanderk père
- 1765 : Les Fourberies de Scapin de Molière : Carle
- 1766 : Nanine de Voltaire : Marin
- 1766 : Don Japhet d'Arménie de Paul Scarron : le harangueur et le coursier
- 1766 : Le Festin de pierre de Thomas Corneille d'après Molière : Alonse
- 1766 : L'Avare de Molière : Maître Jacques, La Flèche
- 1766 : La Coupe enchantée de Jean de La Fontaine et Champmeslé : Tobie
- 1766 : Le Mercure galant d'Edme Boursault : Merlin
- 1766 : Les Plaideurs de Jean Racine : Dandin
- 1766 : La Partie de chasse de Henri IV de Charles Collé : Le bûcheron
- 1766 : Le Joueur de Jean-François Regnard : Le marquis
- 1766 : L'Étourdi de Molière : Ergaste
- 1766 : L'École des maris de Molière : Le notaire
- 1766 : Le Misanthrope de Molière : Le garde
- 1766 : Les Femmes savantes de Molière : Julien, Vadius, Trissotin
- 1766 : Le Mariage forcé de Molière : Pancrace
- 1766 : L'Amour médecin de Molière : Champagne
- 1766 : Le Legs de Marivaux : Lépine
- 1766 : Le Malade imaginaire de Molière : Bonnefoi
- 1767 : Eugénie de Beaumarchais : Robert
- 1767 : Démocrite amoureux de Jean-François Regnard : Strabon
- 1767 : Les Précieuses ridicules de Molière : Mascarille
- 1767 : Le Florentin de Jean de La Fontaine : Le serrurier
- 1767 : L'enfant prodigue de Voltaire : Fierenfat
- 1767 : Turcaret ou le Financier d'Alain-René Lesage : Frontin
- 1767 : Tartuffe de Molière : Tartuffe (7 fois de 1767 à 1771)
- 1767 : Les Fourberies de Scapin de Molière : Silvestre
- 1767 : La Métromanie d'Alexis Piron : Mondor
- 1767 : Monsieur de Pourceaugnac de Molière : L'apothicaire
- 1768 : Les Fausses infidélités de Nicolas Thomas Barthe
- 1768 : Les Valets maîtres de la maison de Marc-Antoine-Jacques Rochon de Chabannes : le garçon de café travesti en abbé
- 1768 : Amphitryon de Molière : Mercure
- 1768 : Le Bourgeois gentilhomme de Molière : Le maître d'armes
- 1769 : Le Misanthrope de Molière : Dubois
- 1769 : Julie de Dominique-Vivant Denon : Dumont
- 1769 : Le Médecin malgré lui de Molière : Sganarelle
- 1770 : Les Deux Amis ou le Négociant de Lyon de Beaumarchais : André
- 1770 : Le Marchand de Smyrne de Sébastien-Roch Nicolas de Chamfort : Nébi
- 1770 : Le Bourgeois gentilhomme de Molière : Covielle
- 1770 : L'Étourdi de Molière : Mascarille
- 1770 : La Comtesse d'Escarbagnas de Molière : Criquet
- 1771 : Jodelet ou le Maître valet de Paul Scarron : Estienne
- 1771 : Don Japhet d'Arménie de Paul Scarron : Don Japhet
- 1771 : L'Heureuse rencontre de Madame de Chaumont et Madame Rozet : Eustache Vincent
- 1771 : Les Amants sans le savoir de Claire-Marie Mazarelli de Saint-Chamond : Germon
- 1771 : La Comtesse d'Escarbagnas de Molière : Jeannot
- 1771 : Le Bourru bienfaisant de Carlo Goldoni : Picard
- 1771 : Les Plaideurs de Jean Racine : L'Intimé
- 1772 : L'Avare de Molière : La Merluche
- 1772 : Le Misanthrope de Molière : Basque
- 1772 : Le Préjugé vaincu de Marivaux : Lépine
- 1772 : L'Anglomane de Bernard-Joseph Saurin : Lolive
- 1773 :  Le Centenaire de Molière de Jean-Baptiste Artaud : M. Jourdain
- 1773 : La Feinte par amour de Claude-Joseph Dorat : Lisimond
- 1773 : Sganarelle ou le Cocu imaginaire de Molière : Gros René

## Iconographie
- Milord Housey dans Le Français Londres, rôle joué par Feulie. Dessin de Jean-Louis Fesch, Portraits d'acteurs de la Comédie française et italienne dans leurs rôles. Catalogue de la Bnf.